# Henry Worsley
Henry Worsley (Londen, 4 oktober 1960 – Punta Arenas, 24 januari 2016) was een Brits luitenant-kolonel en ontdekkingsreiziger.

## Biografie
Worsley werd geboren als zoon van Brits generaal Richard Worsley (1923-2013). Hij liep school aan de Koninklijke Militaire Academie Sandhurst. Vanaf 1980 was hij lid van de British Army. Hij diende onder meer in Noord-Ierland, Bosnië-Herzegovina en Kosovo. In 2000 werd hij bevorderd tot luitenant-kolonel. In oktober 2015 verliet hij het leger.

## Antarctische expedities
Worsley was gefascineerd door Antarctica. In 2008 leidde hij een expeditie naar het Transantarctisch Gebergte. De expeditie was een herinnering aan de Nimrod-expeditie van Ernest Shackleton honderd jaar eerder. In 2011 keerde Worsley terug naar Antarctica om in de voetsporen te treden van Roald Amundsen en zijn 1400 kilometer lange tocht naar de Zuidpool van een eeuw eerder (1912). Hij werd de eerste persoon die alle tochten van Shackleton, Amundsen en Robert Falcon Scott op Antarctica succesvol overdeed. 
Zijn ultieme missie was om in de voetsporen te treden van Shackleton en een solotocht te voet te maken over Antarctica zonder enige externe hulp. Hij startte op 13 november 2015 op Berknereiland. Hij legde 1469 kilometer af in 69 dagen en was op slechts 48 kilometer van zijn eindpunt, toen hij aan extreme uitputting en ernstige dehydratie leed. Via de radio meldde hij dat hij in nood was. Hij werd overgebracht naar het ziekenhuis van Punta Arenas, waar de diagnose buikvliesontsteking werd gesteld. Op 24 januari 2016 overleed hij aldaar aan totaal orgaanfalen.

## Publicaties
- (en)  Henry Worsley, In Shackleton's Footsteps: A Return To The Heart Of The Antarctic, Virgin Books: London 2011. ISBN 978-1905264933